# Giang Còi
Lê Hồng Giang (31 tháng 10 năm 1962 - 4 tháng 8 năm 2021), được biết đến với nghệ danh Giang Còi, là một cố nam diễn viên và đạo diễn người Việt Nam.
Nam nghệ sĩ được biết đến qua các vai hài trong chương trình Gặp nhau cuối tuần, đặc biệt là khi kết hợp cùng Quang Tèo, Văn Hiệp.

## Tiểu sử
Lê Hồng Giang nguyên quán ở Sa Đéc, nhưng sinh trưởng ở phố cổ Hà Nội.
Lê Hồng Giang thi đậu trường Đại học Sân khấu Điện ảnh khi đã hơi lớn so với bạn cùng lớp, mà bởi vậy được bầu làm lớp trưởng. Ông là học trò của nghệ sĩ Xuân Huyền, học cùng lớp với nhiều bạn học nổi tiếng sau này như Chiều Xuân, Bùi Thạc Chuyên, Tú Oanh. Vì hình thể nhỏ bé nên ông được đặt cho biệt danh Giang Còi, về sau ông lấy làm nghệ danh trong các tiểu phẩm hài, còn chính kịch vẫn để tên thật là Hồng Giang hoặc Lê Giang.
Ngay từ lúc bước chân vào nghề, Lê Hồng Giang thường xuyên bị ấn cho các vai nhí, rồi bắt đầu bị đóng đinh vào các nhân vật quê mùa hoặc có bản tính hơi láu táu.
Trước khi nổi tiếng, ông hầu như chỉ vào vai diễn phụ khi tham gia các bộ phim truyền hình Việt Nam như Cựu chiến binh, Khi đàn chim trở về, Truyện vặt gia đình, Cảnh sát hình sự, Truyện cuộc đời, Một người chiếu bóng, Món quà của trời, Không phải chuyện đùa...
Kể từ thập niên 2000, ông để lại dấu ấn với khán giả truyền hình bằng những vai hài đóng chung với nghệ sĩ Quang Tèo, Văn Hiệp, Công Vượng, Trà My, Văn Toản. Và họ cũng rủ ông tham gia nhiều phim video tấu hài. Ông cũng đảm nhận vai trò Giám đốc Trung tâm Sản xuất khai thác chương trình và bản quyền truyền hình của Đài Phát thanh & Truyền hình Hà Nội.
Khi nhắc đến ông, khán giả thường nhớ ngay bộ ba duyên dáng Giang Còi-Quang Tèo-Văn Hiệp. Giang Còi có khả năng ứng biến linh hoạt, đa tính cách, với những vai du đãng, nông phu và lính chạy cờ. Bên cạnh lĩnh vực diễn xuất, ông cũng nổi tiếng trong giới nghệ sĩ Hà Nội là tay guitar có hạng và giọng nam trung trầm ấm, thi thoảng có thể ca vọng cổ và cải lương rất mùi. Trong một số tiểu phẩm Gặp nhau cuối tuần, Lê Hồng Giang thậm chí đã từng thể hiện khả năng opera. Theo ông thổ lộ, những mối tình đi qua cuộc đời ông đều phát xuất từ cá tính này.
Nghệ sĩ Giang Còi đã qua đời vào hồi 23h ngày 4 tháng 8 năm 2021 vì nhiễm bệnh ung thư đã một thời gian, hưởng dương 58 tuổi.

## Đời tư
Giang Còi trải qua hai cuộc hôn nhân đổ vỡ. Nhiều năm, ông sống một mình nuôi con, không đi thêm bước nữa.

## Sự nghiệp
Danh sách này không đầy đủ, bạn cũng có thể giúp mở rộng danh sách.
| - Chuyện vặt gia đình - Bông cúc tím - Tình đất lòng người - Ẩn số cuộc đời - Cảnh sát hình sự - Quà tặng của trời - Cung đường trắng - Không phải trò đùa - Chuyện cuộc đời - Một người chiếu bóng - Cựu chiến binh - Khi đàn chim trở về - Những quỷ sứ học đường - Khu dân cư rắc rối (phim sitcom) - Món quà của cha (phim ngắn) - Hai Bình làm thủy điện | - Gala Cười - Gặp nhau cuối năm - Gặp nhau cuối tuần - Ơn giời cậu đây rồi - Xả xì chét | - Vui khỏe có ích |